# Duhove, Lubnî
Duhove (în ucraineană Духове) este localitatea de reședință a comunei Duhove din raionul Lubnî, regiunea Poltava, Ucraina.

## Demografie
Componența lingvistică a localității Duhove
     Ucraineană (96,79%)
     Rusă (1,61%)
     Romani (1,38%)
     Alte limbi (0,23%)
Conform recensământului din 2001, majoritatea populației localității Duhove era vorbitoare de ucraineană (96,79%), existând în minoritate și vorbitori de rusă (1,61%) și romani (1,38%).